# Кулаков, Андрей Юрьевич
Андрей Юрьевич Кулаков (род. 11 октября 1970, Пенза, Пензенская область, РСФСР, СССР — февраль 1996, Пенза, Пензенская область, Россия) — советский серийный убийца и насильник. В период с 1987 по 1991 год совершал развратные действия в отношении мальчиков и девочек, четверых из них жестоко убил. Расстрелян по приговору суда в 1996 году.

## Биография

### Детство и юность
Андрей Юрьевич Кулаков родился в 1970 году в Пензе. Детские и юношеские годы провёл в социально неблагополучной обстановке. Родители Кулакова рано развелись и проживали в другом городе, вследствие чего его воспитанием и опекой занималась бабушка. Имел взрослого старшего брата, который впоследствии совершил убийство своей жены, после чего покончил с собой. Кулаков рос болезненным, по характеру был замкнутым и часто подвергался физическим нападкам со стороны сверстников. В подростковом возрасте начал заниматься восточными единоборствами и посещать секцию по спортивной стрельбе, но особых успехов и выдающихся результатов на этом поприще не достиг. Учился удовлетворительно. После окончания 10 классов школы не стал получать высшее образование и осенью 1988 года был призван на срочную службу. В армии адаптировался с трудом и постоянно конфликтовал с сослуживцами и командованием, из-за чего ему была назначена медкомиссия, в ходе которой Кулакову был поставлен диагноз «психопатия с неустойчивой компенсацией», и в 1990 году он был демобилизован. После возвращения из армии перебивался случайными заработками, часто менял место работы, несколько раз был уволен за прогулы и употребление спиртного на рабочем месте.

### Первые преступления
Кулаков уже в раннем возрасте начал демонстрировать множество сексуальных девиаций. В частности он подглядывал за обнажёнными женщинами, совершал половые акты с трупами животных и первый сексуальный опыт получил в детстве со сверстницей. Преступления против детей начал совершать в 16 лет. В сентябре 1987 года, будучи ещё учеником школы, во время учебного дня Кулаков попросил малолетнюю девочку помочь донести ему тяжёлый рюкзак, после чего завёл её в уборную и подвергал сексуальным домогательствам, но в конечном итоге отпустил. В ноябре того же года Кулаков под тем же предлогом заманил в туалет мальчика и совершил с ним развратные действия насильственного характера. Поначалу он оставался не пойманным, но в марте 1988 года избежавшая изнасилования девочка опознала его на улице и Кулаков был задержан. Другие эпизоды развратных действий тогда остались нераскрытыми. Кулакову удалось избежать реального лишения свободы, и Ленинским районным судом он был осуждён на один год условно, а также был поставлен на учёт в Пензенскую областную психиатрическую больницу. Вскоре после демобилизации из армии возобновил преступления.
9 октября 1990 года Кулаков совершил покушение на убийство. В районе железнодорожной станции он напал на семилетнюю девочку, изнасиловал её и пытался задушить, но по неизвестным причинам ему не удалось завершить начатое, и он скрылся с места преступления, предварительно похитив у жертвы украшения и один рубль. Девочка, несмотря на черепно-мозговую травму, выжила, но описать преступника от шока не смогла.

### Убийства
Все убийства Кулаков совершил по одной и той же схеме. Имея ряд сексуальных перверсий и страдая от навязчивых мыслей о сексуальном насилии над детьми, Кулаков разгуливал по разным районам города, выбирая в качестве жертв детей дошкольного возраста, игравших на улице без родителей. Пол ребёнка был ему не важен. Намечая жертву, Кулаков заводил с ней разговор и втирался в доверие, после чего заманивал в безлюдные места, где убивал с особой жестокостью и всегда совершал половой акт с трупом.
Первое убийство совершил 11 апреля 1991 года. В тот день он встретил на одной из улиц Пензы 7-летнего мальчика и вступил с ним в разговор. Войдя в доверие к ребёнку, Кулаков обманным путём завёл его на стройку на перекрёстке улиц Калинина и Светлого, где совершил на мальчика нападение, в ходе которого задушил его и нанёс множество колото-резаных ран ножом. Труп спрятал возле недостроенного здания.
Следующее убийство совершил спустя полтора месяца. 5 июня Кулаков на улице приметил трёх детей и помог им распутать скакалку, после чего предложил пойти с ним за конфетами. Одна из детей, девятилетняя девочка, согласилась и ушла с Кулаковым. В микрорайоне Манчжурия Кулаков напал на неё, затащил в кусты и зверски убил, нанеся ножевые ранения.
17 июня во дворе жилого дома Кулаков долго наблюдал за 4-летним мальчиком, играющим с другими детьми, и когда тот остался один подошёл к нему и предложил пойти с ним, пообещав подарить котёнка. Кулаков увёз ребёнка на общественном транспорте на улицу Урицкого, неподалёку от набережной реки Пенза, и убил, задушив и нанеся удары ножом.
Последнее убийство Кулаков совершил 15 августа 1991 года. В тот день он посреди работы ушёл распивать спиртное к другу и после выхода от него, находясь в состоянии алкогольного опьянения гулял по городу. Это преступление отличалось от других по почерку. На этот раз Кулаков не стал знакомиться с замеченной им на улице 6-летней девочкой, а решил преследовать её, и когда она зашла в подъезд своего дома на улице Суворова и начала подниматься по лестнице, Кулаков поднялся за ней и попросил воды. Девочка впустила его в квартиру, и Кулаков совершил на неё нападение, в ходе которого повалил её на кровать и нанёс удары ножом в область сердца. Затем Кулаков сымитировал корыстный мотив преступления, украв из жилища серьги и сигареты, и скрылся.

### Арест, следствие и суд
На этот раз Кулаков совершил роковую ошибку: в спешке и будучи пьяным он забыл на месте преступления свою сумку с документами, благодаря чему его очень быстро удалось идентифицировать как серийного убийцу детей и он был арестован спустя несколько часов, после того как переодевшись попытался незаметно придти домой. На первом допросе Кулаков отрицал вину и рассказывал, что 15 августа он пил водку в автомобиле с незнакомым ему мужчиной и впоследствии сильно опьянел и потерял сознание, а очнулся без документов и одежды на пляже. Отрабатывая эту версию, сотрудники правоохранительных органов отправили Кулакова на анализ крови, который показал, что в тот день сильно пьяным от крепкого спиртного он не был. После уличения во лжи Кулаков продолжал заявлять о своей непричастности к убийствам, но в конце концов не выдержал психологического давления и дал признательные показания по всем эпизодам. Следствие по делу велось три года. Судебно-психиатрической экспертизой, проводимой на протяжении двух месяцев в Институте имени Сербского, Кулаков был признан вменяемым, однако у него были выявлены признаки органического поражения головного мозга средней степени, а также ряд сексуальных девиаций — педофилия, некрофилия, зоофилия и садизм. Кулаков очень боялся смертной казни, умолял столичных психиатров оставить его в больнице и испытывать на нём лекарства от тяжёлых заболеваний. В конечном счёте он предстал перед судом. Судебный процесс открылся в 1994 году. Дело Кулакова обрело большой общественный резонанс в Пензе, зал суда был полон людьми, на процесс пришла группа журналистов. Кулаков был приговорён к исключительной мере наказания — смертной казни через расстрел. 
Последние месяцы жизни Кулаков провёл в камере смертников в пензенском СИЗО-1. Его соседом по камере был Юрий Владимиров, который был осуждён к расстрелу за массовое убийство четырёх малолетних детей — трёх девочек и одного мальчика (позднее смертный приговор в отношении Владимирова был заменён на пожизненное лишение свободы). С ним Кулаков поддерживал дружеские отношения до самой смерти. В феврале 1996 года Андрей Кулаков был казнён. По другим данным, приговор был приведён в исполнение годом ранее.

## В массовой культуре
- Антонян Ю. М., Верещагин В. А., Потапов С. А., Шостакович Б. В. Серийные сексуальные убийства. Учебное пособие. — М.: МЮИ МВД России; Щит-М, 1997. — 202 с.
- Выпуск «Убить насильника» телепередачи «Чистосердечное признание» (2006)
- Упоминается в книге Владимира Вычугжанина «Рука из могилы» (2021)